# Скарпа, Даниэле
Даниэ́ле Ска́рпа (итал. Daniele Scarpa; 3 января 1964, Венеция) — итальянский гребец-байдарочник, выступал за сборную Италии в середине 1980-х — середине 1990-х годов. Чемпион летних Олимпийских игр в Атланте, двукратный чемпион мира, победитель многих регат национального и международного значения.

## Биография
Даниэле Скарпа родился 3 января 1964 года в Венеции, вырос в районе Местре. Активно заниматься греблей начал в раннем детстве, проходил подготовку в гребном клубе «Фьямме Оро» в Риме.
Первого серьёзного успеха на взрослом международном уровне добился в 1984 году, когда попал в основной состав итальянской национальной сборной и благодаря череде удачных выступлений удостоился права защищать честь страны на летних Олимпийских играх в Лос-Анджелесе — вместе с напарником Франческо Уберти в зачёте двухместных байдарок финишировал шестым на дистанции 1000 метров и четвёртым на дистанции 500 метров, тогда как в одиночках на пятистах метрах тоже показал шестой результат.
В 1985 году Скарпа побывал на чемпионате мира в бельгийском Мехелене, откуда привёз награду бронзового достоинства, выигранную в двойках с тем же Уберти на десятикилометровой дистанции — лучше финишировали только экипажи из Швеции и Венгрии. Будучи одним из лидеров гребной команды Италии, благополучно прошёл квалификацию на Олимпийские игры 1988 года в Сеуле, где занял девятое место в двойках на пятистах метрах и седьмое место в четвёрках на тысяче метрах. Четыре года спустя отправился представлять страну на Олимпиаде в Барселоне, став седьмым в одиночках на дистанции 500 метров и пятым в двойках на дистанции 1000 метров.
На чемпионате мира 1993 года в Копенгагене Скарпа выиграл серебряную медаль в километровой гонке двухместных экипажей. В следующем сезоне на мировом первенстве в Мехико в точности повторил это достижение, ещё через год на аналогичных соревнованиях в немецком Дуйсбурге одержал победу в двойках на пятистах и тысяче метрах, став таким образом двукратным чемпионом мира. Позже прошёл отбор на Олимпийские игры 1996 года в Атланте — в полукилометровой дисциплине вместе с Беньямино Бономи удостоился серебряной награды, уступив в финале только немецкому экипажу, тогда как на километре в паре с Антонио Росси одолел всех соперников и завоевал золотую олимпийскую медаль.
В сезоне 1997 года Даниэле Скарпа со скандалом покинул итальянскую национальную сборную, обвинив коллег в систематическом применении допинга. Впоследствии женился на итальянской спортсменке Сандре Трукколо, состоявшей в паралимпийской сборной по стрельбе из лука.